# Ampato
O Ampato é um estratovulcão que se localiza no sul do Peru, na Cordilheira dos Andes. Tem uma altidude de 6.288 msnm. Foi o local onde foi achado um cadáver congelado em setembro de 1995 por Johan Reinhard e Miguel Zárate, era uma múmia que ficou chamada Juanita. Durante expedições dirigidas pelos arqueólogos José Antonio Chávez e Johan Reinhard em outubro de 1995 e dezembro de 1997 se encontraram a 5.850 m tres múmias incas.

## Ver Também
- Vulcões no Peru
- Cordilheira dos Andes
- Coropuna
- Múmia Juanita

- Este artigo foi inicialmente traduzido, total ou parcialmente, do artigo da Wikipédia em castelhano cujo título é «Ampato ».